# Zakaria Aboukhlal
Zakaria Aboukhlal (em árabe: زكريا أبوخلال  ; Roterdã - 18 de fevereiro de 2000) é um futebolista  marroquino que joga como atacante do Torino e da seleção principal do Marrocos .

## Carreira
Fez sua estreia profissional pelo Jong PSV na vitória por 2 a 1 da Eerste Divisie sobre o FC Eindhoven em 17 de agosto de 2018.
Em agosto de 2019, depois de fazer apenas duas partidas pela seleção principal do PSV, foi transferido para o rival da Eredivisie, o AZ Alkmaar, em um negócio no valor de € 2 milhões. Em uma partida pelo Jong AZ em 9 de dezembro de 2019, ele marcou os quatro gols de sua equipe na vitória sobre o Helmond Sport .
Em 24 de junho de 2022, assinou com o clube francês Toulouse .
Nascido na Holanda, é filho de pai líbio e mãe marroquina, ele representou o países baixos nas categorias de base. Ele decidiu a seleção do Marrocos, para a qual foi convocado para representar em novembro de 2020. Ele foi convocado várias vezes para a Seleção da Líbia, mas recusou, estreou pelo Marrocos na vitória por 4–1 na qualificação para a Copa das Nações Africanas de 2021 sobre a República Centro-Africana em 13 de novembro de 2020 e marcou o quarto gol de seu time em sua estreia.
Em 10 de novembro de 2022, ele foi nomeado para a seleção de 23 jogadores do Marrocos para a Copa do Mundo da FIFA 2022 no Catar . Ele marcou seu primeiro gol na Copa do Mundo contra a Bélgica.
| Nº | Encontro               | Local                                    | Oponente                  | Pontuação | Resultado | Concorrência                                               |
| -- | ---------------------- | ---------------------------------------- | ------------------------- | --------- | --------- | ---------------------------------------------------------- |
| 1  | 13 de novembro de 2020 | Estádio Mohammed V, Casablanca, Marrocos | República Centro-Africana | 4–1       | 4–1       | Qualificação para o Campeonato Africano das Nações de 2021 |
| 2  | 14 de janeiro de 2022  | Stade Ahmadou Ahidjo, Yaoundé, Camarões  | Comores                   | 2–0       | 2–0       | Copa Africana de Nações 2021                               |
| 3  | 27 de novembro de 2022 | Estádio Al Thumama, Doha, Catar          | Bélgica                   | 2–0       | 2–0       | Copa do Mundo Fifa 2022                                    |